# Campionato europeo di flag football Under-15 2000
Il campionato europeo di flag football Under-15 2000 (in lingua inglese 2000 EFAF Flag Football European Junior Championship), noto anche come Germania 2000 in quanto disputato in tale Stato, è la sesta edizione del campionato europeo di flag football Under-15 organizzato dalla EFAF.

## Squadre partecipanti
| Pr. | Squadra       | Data di qualificazione | Qualificata in quanto | Ultima partecipazione |
| --- | ------------- | ---------------------- | --------------------- | --------------------- |
| 1   | Austria       |                        |                       |                       |
| 2   | Germania      |                        |                       |                       |
| 3   | Finlandia     |                        |                       |                       |
| 4   | Gran Bretagna |                        |                       |                       |
| 5   | Norvegia      |                        |                       |                       |
| 6   | Paesi Bassi   |                        |                       |                       |
| 7   | Svizzera      |                        |                       |                       |

## Gironi
| Girone A      | Girone B  |
| ------------- | --------- |
| Austria       | Germania  |
| Gran Bretagna | Finlandia |
| Norvegia      | Svizzera  |
| Paesi Bassi   |           |

## Risultati

### Fase a gironi
| 2000 | Paesi Bassi | 7 – 28 | Gran Bretagna |  |

| 2000 | Finlandia | 18 – 20 | Svizzera |  |

| 2000 | Austria | 16 – 6 | Norvegia |  |

| 2000 | Germania | 38 – 6 | Finlandia |  |

| 2000 | Paesi Bassi | 12 – 27 | Austria |  |

| 2000 | Gran Bretagna | 49 – 6 | Norvegia |  |

| 2000 | Svizzera | 7 – 25 | Germania |  |

| 2000 | Gran Bretagna | 25 – 0 | Austria |  |

| 2000 | Norvegia | 8 – 18 | Paesi Bassi |  |

#### Classifiche dei gironi

##### Girone A
| Squadra       | G | V | S | PF  | PS | DP  |
| ------------- | - | - | - | --- | -- | --- |
| Gran Bretagna | 3 | 3 | 0 | 102 | 13 | +89 |
| Austria       | 3 | 2 | 1 | 53  | 43 | +10 |
| Paesi Bassi   | 3 | 1 | 2 | 37  | 63 | -26 |
| Norvegia      | 3 | 0 | 3 | 20  | 93 | -73 |

##### Girone B
| Squadra   | G | V | S | PF | PS | DP  |
| --------- | - | - | - | -- | -- | --- |
| Germania  | 2 | 2 | 0 | 63 | 13 | +50 |
| Svizzera  | 2 | 1 | 1 | 27 | 43 | -16 |
| Finlandia | 2 | 0 | 2 | 24 | 58 | -34 |

### Playoff

#### Round robin 5º-7º posto

##### Turno 1
| 2000 | Norvegia | 7 – 24 | Finlandia |  |

##### Turno 2
| 2000 | Finlandia | 7 – 29 | Paesi Bassi |  |

##### Turno 3
| 2000 | Norvegia | 7 – 38 | Paesi Bassi |  |

#### Semifinali e finali

##### Tabellone
|  | Semifinali    | Semifinali    | Semifinali |          |               | Finale             | Finale             | Finale             |  |
|  |               |               |            |          |               |                    |                    |                    |  |
|  | Gran Bretagna | Gran Bretagna | 29         |          |               |                    |                    |                    |  |
|  | Gran Bretagna | Gran Bretagna | 29         |          |               |                    |                    |                    |  |
|  | Svizzera      | Svizzera      | 6          |          |               |                    |                    |                    |  |
|  | Svizzera      | Svizzera      | 6          |          | Gran Bretagna | Gran Bretagna      | 14                 |                    |  |
|  |               |               |            |          | Gran Bretagna | Gran Bretagna      | 14                 |                    |  |
|  |               |               | Germania   | Germania | 18            |                    |                    |                    |  |
|  | Germania      | Germania      | Germania   | Germania | 18            | 12                 |                    |                    |  |
|  | Germania      | Germania      |            |          |               | 12                 |                    |                    |  |
|  | Austria       | Austria       | 7          |          |               | Finale 3º-4º posto | Finale 3º-4º posto | Finale 3º-4º posto |  |
|  | Austria       | Austria       | 7          |          |               |                    |                    |                    |  |
|  |               |               |            |          |               |                    |                    |                    |  |
|  |               |               |            |          |               | Svizzera           | Svizzera           | 19                 |  |
|  |               |               |            |          |               | Svizzera           | Svizzera           | 19                 |  |
|  |               |               |            |          |               | Austria            | Austria            | 20                 |  |

###### Semifinali
| 2000 | Gran Bretagna | 29 – 6 | Svizzera |  |

| 2000 | Germania | 12 – 7 | Austria |  |

###### Finale 3º-4º posto
| 2000 | Austria | 20 – 19 | Svizzera |  |

###### Finale
| 2000 | Germania | 18 – 14 | Gran Bretagna |  |

## Campione
| Campione d'Europa Under-15 2000 Germania (1º titolo) |

## Classifica finale
| Squadra       | G | V | N | S | PF  | PS  | DP   |
| ------------- | - | - | - | - | --- | --- | ---- |
| Germania      | 4 | 4 | 0 | 0 | 93  | 34  | +59  |
| Gran Bretagna | 5 | 4 | 0 | 1 | 145 | 37  | +108 |
| Austria       | 5 | 3 | 0 | 2 | 80  | 74  | +6   |
| Svizzera      | 4 | 1 | 0 | 3 | 52  | 92  | -40  |
| Paesi Bassi   | 5 | 3 | 0 | 2 | 104 | 77  | +27  |
| Finlandia     | 4 | 1 | 0 | 3 | 55  | 94  | -39  |
| Norvegia      | 5 | 0 | 0 | 5 | 34  | 155 | -121 |